# Едді і «Мандрівники» 2
Едді і «Мандрівники» 2 (англ. Eddie and the Cruisers II: Eddie Lives) — американська мелодрама 1989 року.

## Сюжет
У 60-х Едді і «Мандрівники» були найпопулярнішою групою, але після загадкової смерті соліста група розпалася. Але Едді живий! Він працює на будівництві в Монреалі. Любов до музики змушує його створити нову групу і почати заново сходження до слави.

## У ролях
- Майкл Паре — Едді Вілсон / Джо Вест
- Марина Орсіні — Діана Армані
- Берні Колсон — Рік Дизель
- Меттью Лоранс — Сел Амато
- Майкл Роудс — Дейв Паджент
- Ентоні Шервуд — Хілтон Оверстріт
- Марк Холмс — Куінн Куінлі
- Девід Метісон — Стюарт Фербенкс
- Пол Маркл — Чарлі «Сексі» Танзі
- Кейт Лінч — Ліндсей
- Гарві Аткін — Лью Ейсон
- Власта Врана — Френк